# 大陸選手権 (柔道)
大陸選手権（英語: Continental Championships）は国際柔道連盟の下部組織である各大陸連盟が主催する、各大陸連盟所属の国と地域の選手によって地域ナンバー1を争う柔道の大会。

## 概要
アジア、パンアメリカン、アフリカ、オセアニアの各大陸では2008年までオリンピック開催年を除いて毎年大会が実施されていたが、2012年からはヨーロッパと同じくオリンピック開催年にも実施されることになった。2009年よりIJFのランキングポイント対象大会となった。2009年から2012年までオセアニア選手権だけは他の大陸選手権の半分以下のポイントしか獲得できなかったが、2013年からは同じポイントを獲得できるようになった。2011年からは団体戦も同時期に開催されるようになった。アジア選手権だけは他の大陸選手権のように男女それぞれ最大9名のエントリーが認められず、各階級1名しかエントリーできなかったが、2016年からは認められることになった。2019年からは
アジア選手権とオセアニア選手権が統合されて、新たにアジア太平洋選手権大会として開催されることになった。2022年からはパンアメリカン選手権とオセアニア選手権が統合されて、パンアメリカン・オセアニア選手権大会という名称に変更された。なお、この大会には以下のような特徴がある。
- 2013年からは男女ともに代表が最大で9名までに制限された。

- 試合における組み合わせ方法は各大陸連盟に一任される。

- 準々決勝で敗れた選手は敗者復活戦に回れるが、それ以前に敗れた選手はその時点で試合終了となる。

## 獲得ポイント
| 順位         | ポイント |
| ------------ | -------- |
| 優勝         | 700      |
| 2位          | 490      |
| 3位タイ      | 350      |
| 5位タイ      | 252      |
| 7位タイ      | 182      |
| ベスト16     | 112      |
| ベスト32     | 84       |
| 1試合勝利    | 70       |
| 参加ポイント | 6        |

## 優勝者の年齢
| Category   | 男子                                                                       | 女子                                                           |
| ---------- | -------------------------------------------------------------------------- | -------------------------------------------------------------- |
| 最年少優勝 | - ヤンドリ・トレス・マリモン : 16歳317日（2014年パンナム選手権55kg級）     | - ズビダ・ブヤクブ : 14歳55日（2001年アフリカ選手権63kg級）    |
| 最年長優勝 | - ウェイン＝アラン・ワトソン : 40歳214日（1996年オセアニア選手権95kg超級） | - カルメン・チャラ : 38歳348日（2005年パンナム選手権78kg超級） |

(出典JudoInside.com)